# Scuola di Milano
Con Scuola di Milano si intende generalmente la scuola filosofica formatasi agli inizi del XX secolo attorno alle personalità di Piero Martinetti e Antonio Banfi, dapprima presso l'Accademia Scientifico-letteraria e in seguito presso l'Università degli Studi di Milano (fondata nel 1924). Tra gli esponenti di questa scuola si annoverano importanti filosofi italiani del secolo scorso come Mario Dal Pra, Ludovico Geymonat, Enzo Paci, Mario Untersteiner, Giulio Preti, Remo Cantoni, Dino Formaggio, Fulvio Papi, Franco Alessio, Salvatore Veca.

## Caratteri generali
Il termine «Scuola di Milano» fu utilizzato per la prima volta da Fulvio Papi nel titolo di un suo saggio dedicato a Banfi, Cantoni, Paci e Preti, quattro intellettuali che orbitavano attorno all'ateneo milanese e nei quali sono riconoscibili alcuni caratteri comuni, come la militanza nell'antifascismo, l'adesione al marxismo e al socialismo democratico tipici della tradizione milanese, e soprattutto uno «stile» filosofico basato sull'equilibrio tra vitalismo e razionalità. Ben presto, però, la storiografia filosofica ha allargato i confini di questa scuola, ascrivendovi anche altri filosofi formatisi presso l'Università di Milano, che ne condivisero gli orientamenti teoretici.
Anzitutto, oltre a Banfi, viene riconosciuto il ruolo fondamentale di Piero Martinetti. Martinetti e Banfi, maestro e allievo, rappresentano i due punti di riferimento attorno a cui si è sviluppata la scuola: la riflessione teoretica ed etica del primo, sfociante in una "religiosità civile" (influenzata dallo studio di Kant, Spinoza e Spir), e lo storicismo del secondo, aperto all'esistenzialismo kierkegaardiano, influenzarono i contemporanei e costituirono lo sfondo su cui maturarono le riflessioni dei loro successori. Da qui, la Scuola filosofica di Milano nel corso degli anni si è sviluppata attraverso vari campi, nutrendo particolare interesse e attenzione per quanto accadeva in ambito filosofico nel resto d'Europa, e soprattutto per la fenomenologia husserliana (Banfi fu tra i primi a studiare Husserl in Italia); al suo interno troviamo storici della filosofia (come Mario Dal Pra, Franco Alessio e l'antichista Mario Untersteiner), filosofi della scienza (Ludovico Geymonat e i suoi allievi, come Emilio Agazzi, Giulio Giorello, Corrado Mangione, Salvatore Veca e Fabio Minazzi), studiosi di filosofia teoretica (Enzo Paci, Remo Cantoni, Giulio Preti, Fulvio Papi, Giovanni Piana, Carlo Sini), di estetica (Dino Formaggio e la scuola di estetica a lui riconducibile).

## Principali esponenti
(in ordine cronologico di nascita)
- Piero Martinetti
- Antonio Banfi
- Giovanni Emanuele Barié
- Mario Dal Pra
- Ludovico Geymonat
- Enzo Paci
- Mario Untersteiner
- Giulio Preti
- Giovanni Maria Bertin
- Remo Cantoni
- Dino Formaggio
- Franco Alessio
- Evandro Agazzi
- Corrado Mangione
- Carlo Sini
- Fulvio Papi
- Emilio Agazzi
- Guido Davide Neri
- Giovanni Piana
- Salvatore Veca
- Giulio Giorello
- Fabio Minazzi
- Elio Franzini
- Riccardo Pozzo
- Andrea Bonomi